# Loweria philocosma
Loweria philocosma là một loài bướm đêm trong họ Geometridae.